# 福浦和也
福浦 和也（ふくうら かずや、1975年12月14日 - ）は、千葉県習志野市出身の元プロ野球選手（内野手、左投左打）。
現役時代は地元出身のフランチャイズ・プレイヤーとして千葉ロッテマリーンズに26年間所属。球団史上3人目の2000安打達成者であり、「幕張の安打製造機」の異名をとった。

## 経歴

### プロ入り前
熊本県出身の父と千葉県生まれの母との間に、当時の東葛飾郡浦安町に生まれ、4歳の時に習志野市に転居した。習志野市立大久保東小学校1年の時に父の影響で野球を始め、習志野市の野球チーム「あずまクラブ」に所属。この頃はテレビで巨人の試合をよく観ていて、篠塚和典や吉村禎章らに注目していた。また、小学6年生の頃から習志野高校を志望し、プロ野球選手を夢見るようになったという。習志野市立第二中学校ではリトルリーグで一時期プレーしていた関係でバスケ部に入部するが、数か月後に野球部へ転部する。1年後にはエースとなり、3年春に市内大会で優勝を果たす。中学時代に同郷の井上貴朗と投げ合ったこともある。
習志野市立習志野高等学校では1年時からレギュラーになり、2年時からは4番に定着。高校通算20本塁打を記録した。2年秋頃からは最高球速142 km/hのストレートとカーブのコンビネーションを武器にエースとしても活躍した。2年夏（1992年）の県大会では東京学館技術との4回戦で本塁打を放つ。チームはベスト8に進出するが、準々決勝で立川隆史を擁する拓大紅陵に敗退。なお、同大会では千葉マリンスタジアムで開催された試合で一塁手として出場したことがある。秋季関東大会県予選の準々決勝では、暁星国際高に8回コールド負け。3年春（1993年）には練習試合でノーヒットノーランを達成している。夏の県大会では3回戦で野田北高に敗退。
1993年のドラフトで地元球団・千葉ロッテマリーンズに投手として7位指名され、入団。本人は当時、自身がドラフト指名されるとは考えておらず、指名がなければ社会人野球チームで野球を続ける進路を考えていたという。この年はドラフト会議における逆指名元年で、同時に始まったフリーエージェントも相俟って各球団指名選手数を絞る中、唯一ロッテは7人目を指名し、全球団を含めてこのドラフト会議での最終指名者となった。支配下登録選手枠70名の最後という扱いで背番号は70に決まった。

### ロッテ時代
1994年、入団してすぐに肩の故障に悩まされ、投球練習がほとんどできない状態に陥る。当時二軍打撃コーチだった山本功児から呼び出され、同期の小野晋吾と共にフリーバッティングを指示されたところ、快打を連発して打者への転向を打診される。しばらくは投手へのこだわりから固辞するが、山本からの必死の説得で7月に転向を決める。その後は、同期の大塚明らと連日の特守で鍛えられながらも、一軍出場がないまま3年間をファームで過ごす。なお、一軍で通用する守備力を手に入れられたのは、この頃に佐藤兼伊知二軍守備コーチに絞られたおかげだと後年語っている。同年10月8日のイースタン・リーグ最終戦で、横浜ベイスターズの友利結から放った二塁打がファームでの初安打となる。成績は7試合で打率.125、0本塁打、1打点。
1995年、入団2年目のシーズンはレン・サカタ二軍監督が若手を積極起用した影響もあり、ファームで76試合に出場し、打率.263、5本塁打、23打点と飛躍し、ジュニアオールスターに出場。また、8月のイースタン月間MVPを受賞する。
1996年、3年目も一軍昇格はなく、54試合で打率.235、0本塁打、9打点と低迷したが、9月は打率.333と好調だった。シーズンオフは黒潮リーグで腕を磨いた。また、自分を追い込むためオフに退寮し、自発的にトレーニングを管理するようになる。
1997年、春季キャンプの時から近藤昭仁監督に目を掛けられ、7月5日に初の一軍昇格。その日の対オリックス・ブルーウェーブ戦（千葉マリン）に「7番・一塁手」でスタメン出場し、ウィリー・フレーザーからプロ入り初安打（中前安打）を記録。同月15日の対日本ハムファイターズ戦では初のサヨナラ打、8月1日の対西武ライオンズ戦では初本塁打を放つなど活躍し、「3番・一塁手」としてレギュラーに定着。67試合に出場して打率.289の成績を残した。シーズンオフに高校時代から交際していた女性と結婚。
1998年、背番号を9に改め、開幕からレギュラーとして129試合に出場。初の規定打席にも到達し、打率.284の成績で打撃ランキング12位を記録。7月10日の対日本ハム戦では石井丈裕からプロ初のサヨナラ本塁打を放っている。なお、チームは6月13日からプロ野球記録の18連敗を喫するが、その間も全てスタメン出場している。連敗前までは打率3割を超えていたが、連敗中に調子を落としたことに不甲斐なさを感じていたという。「七夕の悲劇」と呼ばれる7月7日の対オリックス戦（グリーンスタジアム神戸）では1安打1打点と奮起するが土壇場で勝利を逃し、後年になっても忘れられない試合として語っている。
1999年は、フランク・ボーリックや初芝清などに一塁のポジションを奪われ、スタメンでの出場は前年の半分ほどに減少したが、打率.277、得点圏打率.361と安定した成績を残した。また、シーズン終盤からは外野を守ることが多くなった。
2000年、石井浩郎の加入で外野での出場が前年よりも増加。オープン戦から好調を維持して、一時は4割近い打率で打撃ランキングのトップに立っていた。シーズン中に母親を亡くすという不幸に見舞われるがレギュラーとして定着し、初のオールスターゲーム出場を果たす。シーズン成績は僅かに3割に届かず、打率.296で終えたことを反省し、ワンプレーを大切にすることを強く意識するようになる。
2001年、腰痛で欠場することもあったが、一塁手のレギュラーに復帰。小笠原道大との首位打者争いで、9月14日時点で打率.326と、小笠原の.344に差を付けられていたが、そこから閉幕まで55打数27安打（.491）で一気に小笠原を抜き去り、打率.346で首位打者を獲得した。また、初の2桁本塁打となる18本塁打を記録した。対左打率.387と左投手を得意とし、2ストライクに追い込まれた後の打率もリーグトップの.304の成績を残した。この年は「振ればヒット」という不思議な感覚に包まれていたという。オフの契約更改で、1億円プレーヤーとなる。
2002年、ストライクゾーンが変更された影響でバッティングを崩したうえに、厳しくなったマークでリーグ最多の17死球を喫するが、2年連続で打率3割を記録。得点圏打率は.247と前年より1割近く落としたが、2ストライク後の打率.272はリーグトップであった。
2003年、初の全試合出場を達成し、いずれも自己最多となる172安打・21本塁打・76打点を記録。3年連続の打率3割、史上初の2年連続40二塁打、シーズン2度の1試合5安打を達成し、10月5日の対西武ライオンズ戦ではサヨナラ二塁打を放ち、史上2人目となるシーズン50二塁打を達成した。なお、シーズン172安打は2010年に西岡剛に更新されるまで、球団3位の記録であった。守備面では3年ぶりに外野を守る機会もあったが、一塁手部門で初のゴールデングラブ賞を獲得した。
2004年、前年韓国で56本塁打を記録した一塁手の李承燁が入団したが、この年も打率.314（リーグ9位）・11本塁打の成績で一塁手のレギュラーを守った。両リーグ最多の42二塁打、自身の記録を更新するNPB史上初の3年連続40二塁打、8月20日の対福岡ダイエーホークス戦では通算1000安打を達成。6月1日の同対戦では杉内俊哉から初の満塁本塁打を放った。また、2度目となるオールスターゲームと、シーズンオフに開催された日米野球にも出場した。
2005年、故障もありやや低調なシーズンだったが、終盤の追い込みで5年連続の打率3割と3年連続の70打点を達成。本塁打は一桁の6本に終わったが、得点圏打率.333、満塁打率.556、犠飛はリーグトップの9本を記録した。また、5月12日の対阪神タイガース戦では通算1000試合出場を達成している。ボビー・バレンタイン監督による日替わりのマリンガン打線において、唯一福浦だけがシーズンを通して「3番・一塁手」に固定され、チームの31年ぶりのリーグ優勝と日本一に貢献。阪神タイガースとの日本シリーズ第3戦（阪神甲子園球場）では桟原将司からシリーズ史上17本目となる満塁本塁打を放った。なお、優勝したアジアシリーズでは腰痛のため選手登録はされなかった。3度目のオールスターゲーム出場と2度目のゴールデングラブ賞受賞を果たす。
2006年、3・4月度の成績がリーグトップの43安打、打率.420と好調で初の月間MVPを受賞。入団13年目での初受賞は、リーグ史上2番目に遅い記録であった。7月に死球により左手を骨折し、約1か月間の戦線離脱もあったが、6年連続の打率3割を達成。成績は打率.312（リーグ5位）、4本塁打。なお、前述の理由により出場が決まっていたオールスターゲームは辞退。シーズンオフの日米野球には2大会連続の出場となった。同年、FA権を取得。
2007年、開幕直後に右脇腹の肋骨を骨折して1か月間離脱。復帰後は5月まで打率3割を維持していたが、怪我の影響で打率を徐々に落とし、打率.258・4本塁打という一軍では自己最低の成績に終わり、規定打席にわずか1打席届かなかった。前年まで左投手に対して3割近く打っていたが、この年は打率.181に終わった。一方、得点圏打率は.339の成績を残し、打点は前年より多い57を記録。8月3日の対日本ハム戦では、史上46人目の通算300二塁打を達成する。また、守備で見せる動きは健在で、自身3度目のゴールデングラブ賞を獲得。オフには複数年契約が切れ、メジャー挑戦も視野に入れたFA宣言も噂されたが、宣言せずに残留した。
2008年、腰痛や首痛などの故障に苦しみ、前年以上に成績を落とす。スタメン出場も減少し、指名打者や代打での出場が多くなった。8年続いていたシーズン100安打も途切れ、二塁打が9本と長打率も大きく減少。一方で、打率.252ながら前年より四球が増加し、出塁率は.352の成績を残した。
2009年、シーズン当初はここ数年と同様に低調で、打率は2割台前半、得点圏打率は1割台、長打率も2割台後半に沈み、打順は主に2番や8番で堀幸一やゲイリー・バーナム・ジュニアと併用されていた。しかし、8月から徐々に調子を上げ、8月と9月の2か月間で49安打、打率.363と勝負強さと長打力を取り戻してシーズン終盤には再び3番に定着。3割には届かなかったものの2年ぶりに100安打、3年ぶりに規定打席に到達した。また、5月2日の対福岡ソフトバンク戦で、史上99人目、球団史上10人目の1500安打、8月19日の対オリックス戦では1500試合出場を達成。
2010年、慢性的な腰痛や、金泰均の加入などを考慮して指名打者に転向する。ここ数年の不振から脱却し、序盤は7番や代打で出場していたものの後半戦は里崎智也、サブローの離脱や大松尚逸の不振から6番や5番を打つことも多くなり、9月8日の対オリックス戦では不振の金泰均に代わって、7年ぶりに4番でのスタメン出場を果たした。規定打席には到達しなかったものの最終的に打率.295を記録し、本塁打も13本と2004年以来の2桁を記録。3月22日の対埼玉西武戦では通算100号本塁打を達成。史上258人目だが、1539試合での到達は6番目に遅い記録であった。また、代打率.364と代打の切り札としても結果を残した。5月13日の対横浜ベイスターズ戦（横浜スタジアム）では6回表一死満塁の場面で代打出場し、真田裕貴からライトポール際へ大飛球を放ち、最初は一塁塁審にファウルを宣告されるも、2010年から導入されたビデオ判定により本塁打と認定され「代打逆転満塁ビデオ判定弾」となった。ビデオ判定導入以降ファウルが本塁打に覆ったのは初の事例である。クライマックスシリーズファーストステージの対埼玉西武戦では、延長11回に土肥義弘から勝ち越しソロ本塁打を放ち、勝利に貢献。チームはファイナルステージも突破し、日本シリーズでも中日ドラゴンズを破り、シーズン3位から5年ぶりの日本一を達成。1年を通した活躍で、指名打者部門で初のベストナインを受賞した。
2011年、開幕戦で3点本塁打を放つ活躍などで、シーズン序盤は4番を任されるものの不振に陥る。6月は月間打率.346と持ち直したが、7月から9月にかけては1割台と再び低迷。8月以降はスタメンを外れることが多くなり規定打席にも到達しなかった。最終的に80安打で打率.223、本塁打3、打点43と一軍での自己最低の成績でシーズンを終え、チームも1998年以来となる最下位に沈んだ。三振は72を記録し、例年より三振率の高いシーズンでもあった。なお、4月13日の対東北楽天ゴールデンイーグルス戦で史上30人目の通算350二塁打を達成。1654試合での達成は歴代3位のスピード記録である。
2012年、春先はスタメン出場も多く、4試合連続打点の活躍で一時はチームトップの打点を稼いでいたが、交流戦以後は試合終盤における代打での出場が多くなり、45安打で打率.250、本塁打数は一軍に定着してから初めて0に終わる。一方、代打では5打席連続安打を記録するなど勝負強い打撃を見せ、7月18日の対東北楽天戦で代打サヨナラ犠飛、8月29日の同対戦では9回裏に代打で同点打を放つなど、この年の代打成績は打率.424、打点8の成績を残した。
2013年は、2年ぶりに4番に入るなどシーズン序盤は一塁手でスタメン出場することもあったが、井口資仁の一塁へのコンバートや、G.G.佐藤、クレイグ・ブラゼルの加入により、前年を下回る78試合の出場にとどまった。本塁打は0本、打率・打点も前年を下回ったが、9月は月間打率.429と好調で、9月30日の対北海道日本ハム戦では、球団最多11度目のサヨナラ打となる犠飛を放ち試合を決めた。また、8月2日の対オリックス戦で放った安打で通算1828安打となり、堀幸一の安打数を抜いて球団歴代3位となった。
2014年は、1997年以来17年ぶりに開幕を二軍で迎えた。6月に一軍登録されると、自己最多となる4打席連続適時打を放つなど、7月は打率.371と好調を維持。8月以降は低迷し、出場試合数および安打数はそれぞれ43試合、26安打と自己最少であったが、打率.283、代打率.474の成績を残した。9月9日の対埼玉西武戦では延長11回に代打サヨナラ二塁打を放ち試合を決める。自身の持つ球団最多記録を更新する通算12本目のサヨナラ打であり、リーグの通算記録では4位タイとなる。
2015年、シーズン初スタメンだった4月9日の対オリックス戦で5年ぶりとなる1試合2本塁打を放つが、4月下旬から尿管結石のため一時登録を抹消される。5月に復帰後はスタメン出場もしばしばあり、最終的に73試合に出場で47安打、打率.272の成績を残した。6月15日の対東京ヤクルトスワローズ戦で、史上48人目、球団記録では4人目の通算2000試合出場を達成した。また、クライマックスシリーズファーストステージの対北海道日本ハム戦では、スタメン出場した2試合で7打数4安打の成績を残すが、ファイナルステージでは無安打に終わった。
2016年、春季キャンプで左足首を痛めた影響で一軍昇格は7月13日と出遅れるが、その日の対福岡ソフトバンク戦での出場で、本拠地QVCマリンフィールドでの通算1000試合出場となった。その後は、8月19日に左背筋痛で一時登録を抹消されるなどして、一軍では自己最少となる36試合の出場で、20安打、7打点に終わる。
2017年、2年連続で開幕一軍からは外れたものの、4月12日に一軍昇格。一塁手を務めた選手の不振や負傷離脱などもあり、一塁手としての出場機会が増えた。7月7日の対オリックス戦では4年ぶりに犠飛を記録。自身が持つ球団の通算記録を75と更新し、パ・リーグでは単独5位となった。その後は一時打率が2割を下回るが、9月は月間打率.304の成績を残す。9月12日の対オリックス戦では5年ぶりに1試合4打点を記録した。また、同日に2018年シーズンも現役続行することが確実になり、球団幹部より通算2000安打達成にむけて後押しする方針が明言された。10月19日には、2018年より選手兼打撃コーチとなることが発表された。監督に就任した井口資仁の現役引退によって球団最年長選手となり、さらに松井稼頭央と並んで球界最年長野手となる。
2018年、一軍打撃コーチ兼内野手としてシーズンを迎え、「7番・DH」で5年ぶりに開幕戦のスタメンに名を連ねた。42歳3か月での開幕スタメンは、1978年の野村克也（42歳9か月）に次ぐ球団の年長記録となる。4月10日の対埼玉西武戦が通算2162試合目の出場となり、榎本喜八を抜いて球団の最多新記録となった。5月10日に鳥越裕介ヘッド兼内野守備・走塁コーチのヘッドコーチ専任により、小坂誠二軍内野守備・走塁コーチが一軍に昇格。一軍ベンチ入りコーチ8枠が埋まるため、コーチ登録を抹消して選手専任となった。9月9日の対西武戦で球団史上4人目となる42歳以上での本塁打を記録。そして9月22日の西武戦、第4打席に小川龍也から右越え二塁打を放ち史上52人目の通算2000安打を達成。試合後の会見では翌年の現役続行を宣言し、その後は首痛の治療を優先して登録を抹消された。10月8日の試合前には名球会の入会セレモニーが開かれ、連盟表彰、習志野市民栄誉賞、名球会ブレザーが授与された。最終的には82試合に出場し打率.210、打点11、OPS.505という成績を残した。
2019年は上原浩治と並んで球界最年長選手となり、選手兼任で二軍打撃コーチに就任するが、1月24日に同年限りでの現役引退を表明した。球団からコーチに重きを置いてと言われた時点で引退の気持ちが強まったといい、「若手をしっかりと指導をしてチームが強くなって優勝できるように頑張っていきたい」とコメントし。球団は背番号9を準永久欠番とすることを決めた。シーズン中はほとんどコーチ業に専念し、選手としては二軍で代打で起用されたり、4月20日に開催された「福浦和也デー」などのイベントに姿を見せた。5月11日のイースタン・リーグ習志野市秋津球場の試合では習志野高校時代の野球部同期と始球式に登板し、6月14日の「ALL for CHIBA習志野市」の試合では同校野球部の元監督・石井好博による始球式の打席に立った。最終的には二軍で16試合に出場し打率.267、打点4、OPS.694という成績を残した。

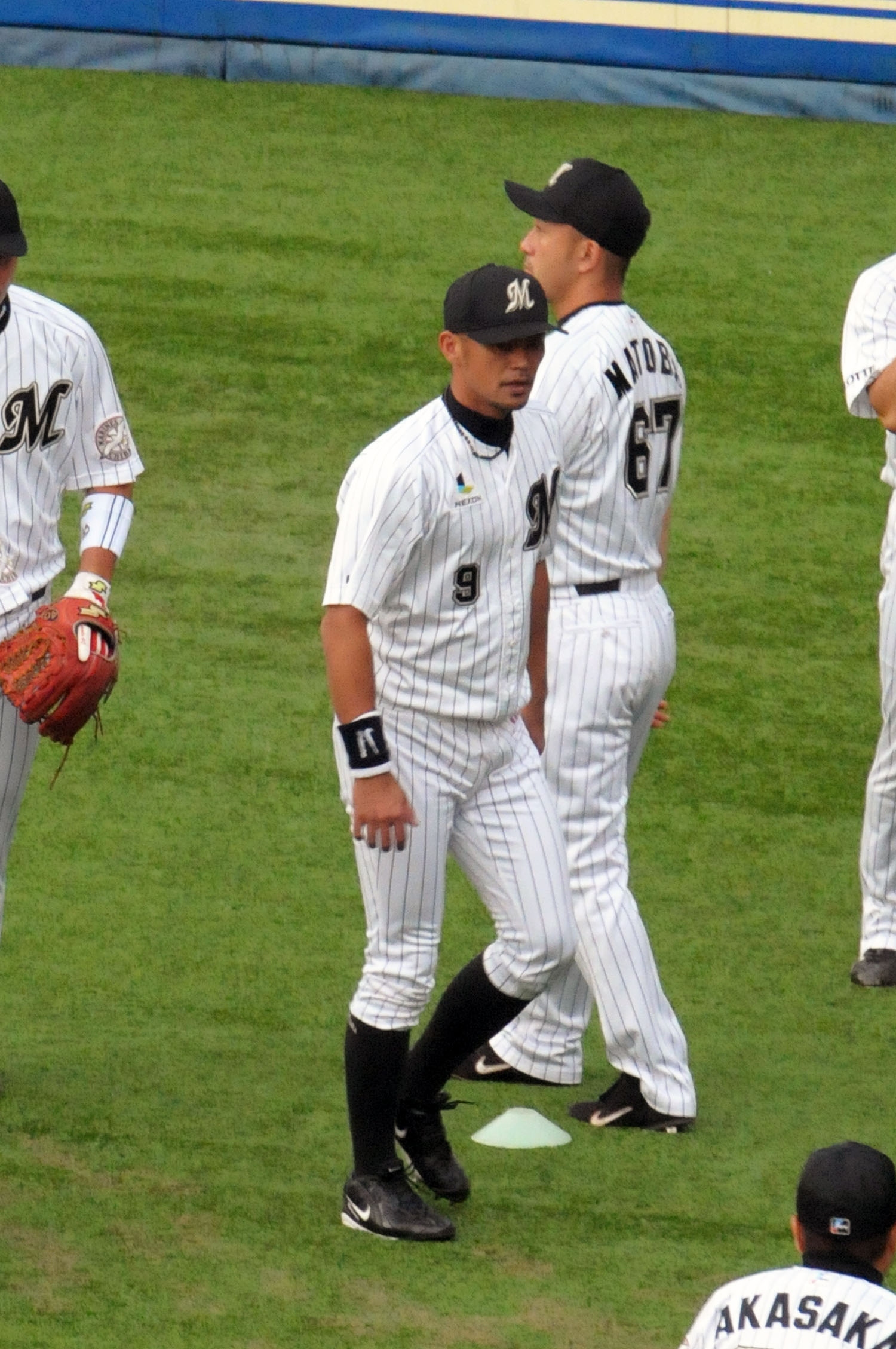
2011年8月6日、QVCマリンフィールドにて

9月23日、引退試合となる対日本ハム戦に合わせて同年初の一軍昇格。福浦自身はAクラス争いを考慮して出場を固辞するが、井口監督のはからいで「7番・DH」で先発出場した。当日は監督・コーチ・選手全員が背番号「9」を背負い、ストッキングも福浦と同じオールドスタイルで臨んだ。また、球場最寄りの海浜幕張駅職員や京成バス運転手らもユニフォームを着用したほか、駅内やバス車内での応援歌放送、駅電光掲示板へのメッセージ表示、近隣ホテルでのイルミネーションなど、球団史上前例のない取り組みが行われた。試合前の始球式では福浦の次男がマウンドに上がり、福浦が打席に立った。試合は4打数無安打に終わったが（現役最終打席は捕飛）、9回にDHを解除して一塁の守備に入り、二死から平沼翔太の放ったライナーをダイビングキャッチするファインプレーで自らウイニングボールを掴み取った。試合後の引退セレモニーでは松井稼頭央、高橋由伸、上原浩治など同学年の人物をはじめ、ベニー・アグバヤニ、今江年晶、西岡剛、サブローなど福浦とゆかりのある人物からビデオメッセージが流された。福浦は引退の挨拶として「応援が勇気となり、身体を動かし続けることができました」とファンに感謝を述べ、「幸せな野球人生でした」と語った。その後は初芝清らから花束を受け取り、紙吹雪が舞う中を長男と次男を伴って場内を一周。最後はチームメイトからの胴上げで背番号と同じ9回宙を舞った。

### 現役引退後
2020年シーズンから、二軍ヘッド兼打撃コーチに就任。背番号は入団当初と同じ「70」となった。2022年からは一軍打撃コーチに配置転換となる。
2023年からは、一軍ヘッド兼打撃コーチに配置転換された。春季キャンプとオープン戦の間、監督に就任した吉井理人がワールド・ベースボール・クラシック日本代表の投手コーチとして活動する期間は監督代行を務めた。
2025年からは一軍・二軍統括打撃コーディネーターに配置転換され、コーチ登録から外れたが、シーズン前半の最下位低迷を受け、交流戦前の6月2日に一軍ヘッドコーチへ転換したサブローの後任として二軍監督に就任した。背番号は前回と同じ70。

## 選手としての特徴

### 打撃
安定した縦軌道のスイングから広角にライナーではじき返す打撃が特徴。ボールを捉える技術に長け、元監督の山本功児からは「バッティングに関しては天才的なセンスの持ち主で、バットコントロールは天性のものだ」と評された。また、現役晩年時の監督・井口資仁や習志野高の先輩・掛布雅之は福浦の特筆すべき点としてバッティングの柔らかさを挙げ、タイミングを崩されても対応できる能力を高く評価している。
左投手の外寄りの球を苦手としていたが、首位打者を獲得した2001年に打率.408を記録して克服したことで飛躍を果たし、同年から6年連続で打率3割以上を記録。2010年代は5年間で代打打率.315を記録するなど、代打の切り札としても名を馳せた。二塁打が多いのも特徴で、放った二塁打は全安打の19.4%と高い割合を占め、2度のシーズン最多二塁打と史上唯一の3年連続40本以上の二塁打を記録している。元監督のボビー・バレンタインは「故障さえなければ常に3割を打つ実力があり、メジャーに来ても二塁打を量産しただろう」と評している。
打席においては左のお尻に力を入れることを意識しながら左脇を開け、打つポイントを体の近くに置くことでギリギリまでボールを見極めてスイングをする。若い頃から様々なフォームを試行し、かつては「振り子打法」で注目されたこともあったが、腰痛や年齢的な衰えなどから見直されていった。後年はいかに力を抜いて構え、インパクトの瞬間に力が入るようなフォームを模索していたという。また、調子のバロメーターの1つとしてファウルボールの方向を挙げており、レフト方向へライナー性のファウルが打てる時は調子が良く、バックネット方向へファウルが飛ぶ時はタイミングが合っていないという感覚を持っている。

### 守備・走塁
一塁の守備は柔らかいグラブさばきと正確なスローイングに定評があり、守備の名手とも評された。また、股関節の柔らかさを生かし、逸れた送球や難しいワンバウンドの送球も容易に捕球する上手さがあり、今江敏晃は「福浦さんがいなかったらチームの失策は倍に増えている」と語っている。UZRで使用するゾーンデータを基にした「一塁線に強い一塁手のランキング」で1位、「一・二塁間に強い一塁手ランキング」でも2位にあがるなど、ポジショニングの良さや守備範囲の広さが窺える。また、レンジファクターは2000年代の上位5傑の内3つを福浦が占めるなど、例年高い数値を記録した。ただし、過去に外野を務めていたこともあったが、故障の影響で肩力には自信がなかったという。
均整のとれた体格から足が速そうに見られることもあったが、一塁到達4.77秒と鈍足である。走塁に対する意欲は高くなく、通算盗塁数は2000安打到達者で最も少なかった。

## 人物
- 愛称は「はっちゃく」。マイペースながらも周りの人たちには憎まれない独特の雰囲気が『あばれはっちゃく』のようだとして、渡辺英昭が名付けた[109]。本人のブログでも使われており、「はっちゃく」という地酒も発売されている。
- 家族は夫人と2男。なお、息子の名前の一部に彼の才能を見出した山本功児元監督にあやかり、「功」の字が使われている。
- 人のフォームを観察するのが好きで、打者に転向後は良い打者の長所を取り入れようと物真似を繰り返した。左打者では前田智徳、松井秀喜、イチロー、ケン・グリフィー・ジュニアなどを参考にし、二軍時代は「今日は前田さん」「今日は松井さん」などと宣言して打席に入っていた[110][111]。
- 2002年から「KAZUYA PROJECT」と称して、児童福祉施設や特別支援学校の子どもたちを球場の「KAZUYAシート」に招待したり、シーズンオフに学校を訪問するなどの交流を続けていた[112]。
- 2000年に亡くなった母親への思いから「KAZUYA PROJECT」の一環として「Mother's Day Project」を開始し、母の日に子どもたちが母親への感謝を伝える取り組みを行っていた[113]。また、母の日の試合で活躍を見せた際は、母の日を意識したコメントを残している[114]。
- 一軍初昇格を果たした頃の試合で、強風に流された難しい飛球を捕球できたことを喜んでいたら、マウンド上の小宮山悟に激怒されたことが忘れられない思い出だという。原因はプロが飛球を捕ったくらいで喜ぶなという理由からだが、当時は訳が分からず困惑しきりで、その様子を見ていた一塁走者のイチローに「どうした？何で怒られてんの？」と気遣われたという[115]。
- 2013年9月9日には代打で勝ち越し適時打を、2014年9月9日には代打でサヨナラヒットを、2018年9月9日には自身3年ぶりの本塁打を放っている。2014年には自身の背番号にちなみ「9月9日だから打たせてくれたのかな」とコメントを残している[116]。
- 大松尚逸を弟のように可愛がっており、これまで様々なアドバイスをしてきた。大松が戦力外通告を受けた際には、後輩へのエールを込めて大松の登場曲で打席に立った。そして、東京ヤクルトスワローズへ入団した大松は、試合で福浦の登場曲「願い」を使用して思いに応えたという[117]。
- ロッテでプレーする地元出身選手を輩出することを目標に、サブローと共同でオーナーとなり、中学硬式野球チーム「千葉幕張ボーイズ」を設立した[118]。

## 応援
2000年代の主な応援歌は「俺らは叫ぶ」と歌う(2002年夏は｢真夏だ燃えろ｣2010年は｢不屈の闘志｣)楽曲で、2002年夏に限定使用された後、2003年より正式に使用された。原曲は日本のバンド「アストロジェット」の『浜辺へ行こう』を元にした韓国の歌謡曲。作曲はかつてロッテの応援団に所属し、後年は楽天イーグルスのコンテンツ部に所属した神俊雄。輪唱部分のメロディーを面白いと感じて採用したという。
その後、2011年から引退する2019年までは「俺達の福浦」と歌う楽曲となった。作曲は同じく神俊雄で、前奏を壮大なイメージで作り、歌詞には「長い間、現役を続けてほしい」という気持ちを込めたという。この応援歌は福浦の人気と相まって非常に盛り上がり、他球団のファンからも評判が良かった。
また、母校・習志野高校のチャンステーマ「レッツゴー習志野」も、福浦の応援歌として本拠地の開幕戦などで使用されており、自身も「思い入れがあり、力になる」と述べている。2018年6月14日にZOZOマリンスタジアムで行われた「ALL for CHIBAデー」の試合では、「美爆音」と称される同校吹奏楽部の演奏とロッテの応援団がコラボ応援するという前例のない企画が実現。ファン、選手、メディアなどから大きな反響を呼び、福浦も「後輩たちの素晴らしい応援にすごく力をもらった」と感想を述べた。

## 詳細情報

### 年度別打撃成績
| 年 度      | 球 団      | 試 合 | 打 席 | 打 数 | 得 点 | 安 打 | 二 塁 打 | 三 塁 打 | 本 塁 打 | 塁 打 | 打 点 | 盗 塁 | 盗 塁 死 | 犠 打 | 犠 飛 | 四 球 | 敬 遠 | 死 球 | 三 振 | 併 殺 打 | 打 率 | 出 塁 率 | 長 打 率 | O P S |
| ---------- | ---------- | ----- | ----- | ----- | ----- | ----- | -------- | -------- | -------- | ----- | ----- | ----- | -------- | ----- | ----- | ----- | ----- | ----- | ----- | -------- | ----- | -------- | -------- | ----- |
| 1997       | ロッテ     | 67    | 242   | 218   | 27    | 63    | 8        | 1        | 6        | 91    | 23    | 0     | 1        | 1     | 1     | 19    | 2     | 3     | 36    | 5        | .289  | .353     | .417     | .770  |
| 1998       | ロッテ     | 129   | 526   | 465   | 61    | 132   | 32       | 3        | 3        | 179   | 57    | 1     | 2        | 0     | 6     | 51    | 3     | 4     | 78    | 10       | .284  | .356     | .385     | .740  |
| 1999       | ロッテ     | 114   | 284   | 256   | 21    | 71    | 15       | 1        | 3        | 97    | 35    | 0     | 0        | 0     | 3     | 21    | 1     | 4     | 38    | 5        | .277  | .338     | .379     | .717  |
| 2000       | ロッテ     | 131   | 494   | 446   | 58    | 132   | 21       | 4        | 7        | 182   | 56    | 1     | 1        | 6     | 4     | 34    | 2     | 4     | 59    | 15       | .296  | .348     | .408     | .756  |
| 2001       | ロッテ     | 120   | 519   | 451   | 82    | 156   | 30       | 4        | 18       | 248   | 67    | 0     | 2        | 2     | 3     | 58    | 3     | 5     | 74    | 10       | .346  | .424     | .550     | .973  |
| 2002       | ロッテ     | 135   | 565   | 493   | 48    | 148   | 40       | 0        | 9        | 215   | 66    | 2     | 1        | 0     | 3     | 52    | 3     | 17    | 73    | 10       | .300  | .384     | .436     | .820  |
| 2003       | ロッテ     | 140   | 623   | 567   | 75    | 172   | 50       | 1        | 21       | 287   | 76    | 2     | 3        | 1     | 5     | 48    | 6     | 2     | 89    | 22       | .303  | .357     | .506     | .863  |
| 2004       | ロッテ     | 128   | 569   | 506   | 67    | 159   | 42       | 1        | 11       | 236   | 73    | 2     | 1        | 2     | 4     | 47    | 0     | 10    | 82    | 8        | .314  | .381     | .466     | .847  |
| 2005       | ロッテ     | 114   | 491   | 434   | 54    | 130   | 25       | 1        | 6        | 175   | 72    | 0     | 2        | 0     | 9     | 39    | 0     | 9     | 55    | 5        | .300  | .363     | .403     | .766  |
| 2006       | ロッテ     | 114   | 484   | 436   | 43    | 136   | 20       | 1        | 4        | 170   | 52    | 0     | 3        | 3     | 7     | 33    | 5     | 5     | 52    | 11       | .312  | .362     | .390     | .752  |
| 2007       | ロッテ     | 110   | 445   | 395   | 41    | 102   | 20       | 1        | 4        | 136   | 57    | 0     | 1        | 2     | 6     | 38    | 3     | 4     | 44    | 8        | .258  | .325     | .344     | .669  |
| 2008       | ロッテ     | 105   | 371   | 310   | 39    | 78    | 9        | 0        | 1        | 90    | 44    | 0     | 0        | 1     | 7     | 50    | 2     | 2     | 49    | 10       | .252  | .352     | .290     | .643  |
| 2009       | ロッテ     | 129   | 460   | 396   | 47    | 108   | 18       | 0        | 6        | 144   | 39    | 1     | 0        | 11    | 3     | 46    | 0     | 4     | 65    | 8        | .273  | .352     | .364     | .716  |
| 2010       | ロッテ     | 116   | 359   | 322   | 42    | 95    | 19       | 0        | 13       | 153   | 61    | 0     | 0        | 3     | 3     | 28    | 2     | 3     | 47    | 8        | .295  | .354     | .475     | .829  |
| 2011       | ロッテ     | 116   | 405   | 358   | 22    | 80    | 13       | 0        | 3        | 102   | 43    | 0     | 0        | 1     | 6     | 37    | 3     | 3     | 72    | 11       | .223  | .297     | .285     | .582  |
| 2012       | ロッテ     | 84    | 199   | 180   | 5     | 45    | 3        | 0        | 0        | 48    | 25    | 0     | 0        | 1     | 2     | 15    | 1     | 1     | 27    | 3        | .250  | .308     | .267     | .575  |
| 2013       | ロッテ     | 78    | 169   | 140   | 5     | 32    | 5        | 1        | 0        | 39    | 17    | 0     | 0        | 0     | 2     | 26    | 1     | 1     | 30    | 4        | .229  | .349     | .279     | .628  |
| 2014       | ロッテ     | 43    | 106   | 92    | 4     | 26    | 2        | 0        | 0        | 28    | 15    | 0     | 0        | 0     | 0     | 12    | 1     | 2     | 14    | 1        | .283  | .377     | .304     | .682  |
| 2015       | ロッテ     | 73    | 199   | 173   | 17    | 47    | 3        | 0        | 2        | 56    | 21    | 1     | 0        | 0     | 0     | 20    | 1     | 6     | 34    | 4        | .272  | .367     | .324     | .691  |
| 2016       | ロッテ     | 36    | 90    | 82    | 4     | 20    | 2        | 0        | 0        | 22    | 7     | 0     | 0        | 0     | 0     | 5     | 0     | 3     | 12    | 2        | .244  | .311     | .268     | .579  |
| 2017       | ロッテ     | 70    | 155   | 134   | 6     | 30    | 7        | 0        | 0        | 37    | 18    | 0     | 0        | 0     | 2     | 18    | 0     | 1     | 25    | 4        | .224  | .316     | .276     | .592  |
| 2018       | ロッテ     | 82    | 196   | 181   | 6     | 38    | 4        | 0        | 1        | 45    | 11    | 0     | 0        | 0     | 2     | 10    | 1     | 2     | 34    | 4        | .210  | .256     | .249     | .505  |
| 2019       | ロッテ     | 1     | 4     | 4     | 0     | 0     | 0        | 0        | 0        | 0     | 0     | 0     | 0        | 0     | 0     | 0     | 0     | 0     | 0     | 0        | .000  | .000     | .000     | .000  |
| 通算：23年 | 通算：23年 | 2235  | 7955  | 7039  | 774   | 2000  | 388      | 19       | 118      | 2780  | 935   | 10    | 17       | 34    | 78    | 707   | 40    | 95    | 1089  | 168      | .284  | .354     | .395     | .749  |

- 各年度の太字はリーグ最高

### 年度別守備成績
| 年 度 | 球 団  | 一塁  | 一塁  | 一塁  | 一塁  | 一塁  | 一塁     | 外野  | 外野  | 外野  | 外野  | 外野  | 外野     |
| 年 度 | 球 団  | 試 合 | 刺 殺 | 補 殺 | 失 策 | 併 殺 | 守 備 率 | 試 合 | 刺 殺 | 補 殺 | 失 策 | 併 殺 | 守 備 率 |
| ----- | ------ | ----- | ----- | ----- | ----- | ----- | -------- | ----- | ----- | ----- | ----- | ----- | -------- |
| 1997  | ロッテ | 65    | 546   | 30    | 7     | 47    | .988     | -     | -     | -     | -     | -     | -        |
| 1998  | ロッテ | 127   | 1116  | 65    | 6     | 133   | .995     | -     | -     | -     | -     | -     | -        |
| 1999  | ロッテ | 74    | 258   | 23    | 5     | 35    | .990     | 18    | 20    | 1     | 1     | 0     | .955     |
| 2000  | ロッテ | 93    | 644   | 43    | 2     | 54    | .997     | 58    | 74    | 2     | 4     | 1     | .950     |
| 2001  | ロッテ | 116   | 1122  | 59    | 5     | 92    | .996     | -     | -     | -     | -     | -     | -        |
| 2002  | ロッテ | 133   | 1195  | 76    | 6     | 97    | .995     | -     | -     | -     | -     | -     | -        |
| 2003  | ロッテ | 135   | 1328  | 101   | 7     | 109   | .995     | 2     | 3     | 0     | 0     | 0     | 1.000    |
| 2004  | ロッテ | 111   | 1040  | 65    | 6     | 106   | .995     | -     | -     | -     | -     | -     | -        |
| 2005  | ロッテ | 112   | 1020  | 48    | 7     | 95    | .993     | -     | -     | -     | -     | -     | -        |
| 2006  | ロッテ | 112   | 1019  | 70    | 6     | 80    | .995     | -     | -     | -     | -     | -     | -        |
| 2007  | ロッテ | 103   | 902   | 68    | 5     | 73    | .995     | -     | -     | -     | -     | -     | -        |
| 2008  | ロッテ | 86    | 642   | 56    | 2     | 58    | .997     | -     | -     | -     | -     | -     | -        |
| 2009  | ロッテ | 124   | 869   | 73    | 1     | 74    | .999     | -     | -     | -     | -     | -     | -        |
| 2010  | ロッテ | 10    | 75    | 4     | 1     | 7     | .988     | -     | -     | -     | -     | -     | -        |
| 2011  | ロッテ | 26    | 233   | 22    | 0     | 18    | 1.000    | -     | -     | -     | -     | -     | -        |
| 2012  | ロッテ | 40    | 316   | 31    | 4     | 22    | .989     | -     | -     | -     | -     | -     | -        |
| 2013  | ロッテ | 32    | 182   | 19    | 0     | 13    | 1.000    | -     | -     | -     | -     | -     | -        |
| 2014  | ロッテ | 18    | 112   | 15    | 0     | 11    | 1.000    | -     | -     | -     | -     | -     | -        |
| 2015  | ロッテ | 44    | 282   | 24    | 3     | 16    | .990     | -     | -     | -     | -     | -     | -        |
| 2016  | ロッテ | 21    | 120   | 9     | 0     | 12    | 1.000    | -     | -     | -     | -     | -     | -        |
| 2017  | ロッテ | 31    | 152   | 19    | 0     | 11    | 1.000    | -     | -     | -     | -     | -     | -        |
| 2018  | ロッテ | 2     | 6     | 1     | 0     | 0     | 1.000    | -     | -     | -     | -     | -     | -        |
| 2019  | ロッテ | 1     | 1     | 0     | 0     | 0     | 1.000    | -     | -     | -     | -     | -     | -        |
| 通算  | 通算   | 1616  | 13180 | 921   | 73    | 1163  | .995     | 78    | 97    | 3     | 5     | 1     | .952     |

- 太字年はゴールデングラブ賞受賞年

### タイトル
- 首位打者：1回（2001年）

### 表彰
- ベストナイン：1回（指名打者部門：2010年）
- ゴールデングラブ賞：3回（一塁手部門：2003年、2005年、2007年）
- 月間MVP：1回（野手部門：2006年4月）
- パ・リーグ 連盟特別表彰：1回（功労賞：2019年）
- 習志野市民栄誉賞（2018年）
- 千葉市長特別表彰（ホームタウン感動賞：2018年）
- 千葉イメージアップ大賞（2019年）[126]

### 記録
初記録
- 初出場・初先発出場：1997年7月5日、対オリックス・ブルーウェーブ14回戦（千葉マリンスタジアム）、7番・一塁手で先発出場
- 初安打：同上、4回裏にウィリー・フレーザーから中前安打
- 初三振：1997年7月8日、対福岡ダイエーホークス15回戦（千葉マリンスタジアム）、工藤公康から
- 初打点：1997年7月13日、対西武ライオンズ15回戦（札幌市円山球場）、5回表に石井丈裕から
- 初本塁打：1997年8月1日、対西武ライオンズ16回戦（千葉マリンスタジアム）、2回裏に横田久則から右中間へ逆転決勝2ラン
- 初二塁打：1997年8月19日、対西武ライオンズ19回戦（西武ライオンズ球場）、2回表に豊田清から
- 初盗塁：1998年7月28日、対福岡ダイエーホークス16回戦（北九州市民球場）、2回表に二盗（投手：西村龍次、捕手：城島健司）

節目の記録
- 1000安打：2004年8月20日、対福岡ダイエーホークス23回戦（千葉マリンスタジアム）、3回裏に斉藤和巳から中前安打 ※史上225人目
- 1000試合出場：2005年5月12日、対阪神タイガース3回戦（千葉マリンスタジアム）、3番・一塁手で先発出場 ※史上402人目
- 300二塁打：2007年8月3日、対北海道日本ハムファイターズ13回戦（千葉マリンスタジアム）、7回裏にブライアン・スウィーニーから左翼線適時二塁打 ※史上46人目
- 1500安打：2009年5月2日、対福岡ソフトバンクホークス5回戦（福岡Yahoo! JAPANドーム）、8回表に水田章雄から左中間へ2点適時二塁打 ※史上99人目
- 1500試合出場：2009年8月19日、対オリックス・バファローズ17回戦（千葉マリンスタジアム）、8番・一塁手で先発出場 ※史上166人目
- 100本塁打：2010年3月22日、対埼玉西武ライオンズ3回戦（西武ドーム）、3回表に岸孝之から右中間へ2ラン ※史上258人目
- 350二塁打：2011年4月13日、対東北楽天ゴールデンイーグルス2回戦（QVCマリンフィールド）、7回裏に川岸強から右翼線二塁打 ※史上30人目
- 2000試合出場：2015年6月15日、対東京ヤクルトスワローズ3回戦（明治神宮野球場）、6回表に藤岡貴裕の代打で出場 ※史上48人目
- 1000三振：2015年7月13日、対オリックス・バファローズ11回戦（京セラドーム大阪）、8回表に金子千尋から見逃し三振 ※史上60人目
- 2000安打：2018年9月22日、対埼玉西武ライオンズ24回戦（ZOZOマリンスタジアム）、8回裏に小川龍也から右前二塁打 ※史上52人目

その他の記録
- シーズン50二塁打（2003年） ※谷佳知に次いで史上2例のみ
- 3年連続40二塁打（2002年 - 2004年） ※NPB記録
- 6年連続打率3割（2001年 - 2006年） ※史上11人目
- 球団通算5500号本塁打：1998年7月10日、対日本ハムファイターズ13回戦（千葉マリンスタジアム）
- 日本シリーズ満塁本塁打：2005年10月25日、対阪神タイガース戦（阪神甲子園球場） ※史上17人目
- 代打逆転ビデオ判定満塁本塁打：2010年5月13日、対横浜ベイスターズ戦（横浜スタジアム） ※史上初
- 通算サヨナラ打：12本 ※球団記録、パ・リーグ4位タイ[61]
- 通算試合数：2235 ※球団記録
- 通算犠飛数：78 ※球団記録
- 通算死球数：95 ※球団記録
- オールスターゲーム出場：3回（2000年、2004年、2005年） ※2006年も選出されるも負傷のため出場辞退[127]
- 日米野球出場：2回（2004年、2006年）
- フランチャイズ・プレイヤー：デビュー以来移籍経験なし（地元出身、最狭義のフランチャイズプレイヤーでもある）

### 背番号
- 70（1994年[1] - 1997年、2020年[90] - 2024年、2025年6月3日[95] - ）
- 9（1998年[128] - 2019年）

## 関連情報

### 書籍
- 福浦和也『習志野が生んだ野球小僧』コスミック出版、2019年7月。ISBN 978-4-7747-9190-6。
- 『ありがとう福浦和也 引退惜別号』ベースボール・マガジン社〈週刊ベースボール増刊〉、2019年9月。雑誌コード：20446-10。

### DVD
- 千葉ロッテマリーンズ 福浦和也 2000本安打メモリアルDVD（2019年2月27日、発売・販売元：TCエンタテインメント、品番：TCED-4395）